# Miomantis brevipennis
Miomantis brevipennis är en bönsyrseart som beskrevs av Henri Saussure 1872. Miomantis brevipennis ingår i släktet Miomantis och familjen Mantidae. Inga underarter finns listade i Catalogue of Life.